# Oloron-Sainte-Marie
Oloron-Sainte-Marie är en kommun i departementet Pyrénées-Atlantiques i regionen Nouvelle-Aquitaine i sydvästra Frankrike. Kommunen är chef-lieu över 2 kantoner som tillhör arrondissementet Oloron-Sainte-Marie. År 2022 hade Oloron-Sainte-Marie 10 658 invånare.

## Befolkningsutveckling
Antalet invånare i kommunen Oloron-Sainte-Marie
| Referens: INSEE |